# Sørfugløya
Sørfugløya ou Sør-Fugløy  est une petite île inhabitée du comté de Troms, sur la côte de la mer de Norvège. L'île fait partie la municipalité de Karlsøy.

## Description
L'île de 0,83 km2 est située au nord-ouest de Rebbenesøya. C'est une île escarpée avec des pentes herbeuses entourées d'éboulis rocheux et elle est une Zone importante pour la conservation des oiseaux de la Birdlife International et une réserve naturelle. le Macareux moine est l'espèce la plus commune qui y niche, ainsi que l'Océanite tempête. On y trouve aussi le Petit Pingouin, le Guillemot de Troïl, le Guillemot à miroir, le Cormoran huppé et la Mouette tridactyle. Entre le 1er Avril et le 31 août, le camping est interdit  dans la réserve naturelle.